# Cardiff Council
Der County Council of the City and County of Cardiff (walisisch Cyngor Sir Dinas a Sir Caerdydd; deutsch: Stadtrat von Cardiff) ist seit 1996 das Kommunalparlament für Cardiff, die Hauptstadt von Wales und eines der Principal Areas of Wales. Der Rat besteht aus 75 Ratsmitgliedern, die 29 Wahlkreise repräsentieren.
Die korrekte Bezeichnung ist 'County Council of the City and County of Cardiff', der Name wird im allgemeinen Sprachgebrauch aber abgekürzt als Cardiff Council.  Cardiff City und County werden gewöhnlich einfach als Cardiff bezeichnet.
Die Wahlen zum Cardiff Council finden alle vier Jahre statt, zuletzt geschah das am 4. Mai 2017.

## Zusammensetzung des Council
| Fraktion                                                                                          | Stadträte |
| ------------------------------------------------------------------------------------------------- | --------- |
| Labour                                                                                            | 38        |
| Conservatives                                                                                     | 21        |
| Liberaldemokraten                                                                                 | 11        |
| Welsh National Party                                                                              | 04        |
| Heath & Birchgrove Independents                                                                   | 01        |
| Insgesamt                                                                                         | 75        |
| Quelle Councillors by political party zuletzt abgerufen am 16. April 2020 City of Cardiff Council |           |

## Frühere Ergebnisse

### Ratsvorsitzende
| Amtszeit  | Ratsvorsitzender | Fraktion         |
| --------- | ---------------- | ---------------- |
| 1995–2004 | Russell Goodway  | Welsh Labour     |
| 2004–2012 | Rodney Berman    | Liberal Democrat |
| 2012–2014 | Heather Joyce    | Welsh Labour     |
| 2014–2017 | Phil Bale        | Welsh Labour     |
| 2017      | Huw Thomas       | Welsh Labour     |

Als Huw Thomas im Mai 2017 gewählt wurde, war er der jüngste Stadtratsvorsitzende in Wales.

### Die Sitzverteilung
|      | Lab | Lib Dem | Con | Plaid | Indi |
| ---- | --- | ------- | --- | ----- | ---- |
| 1995 | 61  | 9       | 1   | 1     | 0    |
| 1999 | 50  | 18      | 5   | 1     | 1    |
| 2004 | 27  | 33      | 12  | 3     | 0    |
| 2008 | 13  | 35      | 17  | 7     | 3    |
| 2012 | 46  | 16      | 7   | 2     | 4    |
| 2017 | 40  | 11      | 20  | 3     | 1    |

Die Verwaltungsspitze wurde zwischen 1995 und 2004 von der Labourmehrheit gebildet. Von 2004 bis 2008 bildeten die Liberaldemokraten zusammen mit Plaid Cymru eine Minderheitsverwaltung.
Nach der Wahl von 2008 hatte keine Fraktion die absolute Mehrheit. Die Lib Dems konnten die Zahl ihrer Sitze im Stadtrat auf 35 erhöhen und eine Verwaltungsspitze zusammen mit Plaid Cymru mit Rodney Berman als Ratsvorsitzendem bilden. Die wichtigste oppositionelle Fraktion war nunmehr die der Konservativen anstelle von Labour. Labour erlitt eine schwere Niederlage und büßte 14 Sitze ein. Plaid Cymru bekam vier Sitze. Es wurden drei Unabhängige gewählt, davon zwei ehemalige Konservative.
2012 erlangte Labour wieder die Mehrheit im Rat und behielt sie auch bei der Wahl von 2017.

## Geschichte
Städtisches Leben gibt es in Cardiff seit dem 12. Jh., als die Earls of Gloucester der Stadt den Status eines Borough verliehen. Während des Mittelalters entstanden nach und nach die Ämter des Bürgermeisters, der Aldermen und der Ratsmitglieder (common councillors).
Aufgrund des Local Government Act von 1888 wurde Cardiff eine der drei Städte in Wales, die den Status eines County Borough (also den einer „grafschaftsfreien Stadt“) hatten; daneben gab es 13 walisische County Councils. Seit 1905 ist Cardiff eine City, aus dem Borough Council wurde somit ein City Council.
Die City of Cardiff ist zugleich die County Town von Glamorgan. Vor 1974 war Cardiff jedoch ein County Borough aus eigenem Recht und war nicht dem Glamorgan County Council unterworfen. Die Verwaltungsreform von 1974 stellte den Cardiff City Council und den Vale of Glamorgan Borough Council gleich, sie wurden dem neuen County of South Glamorgan unterstellt.
Infolge einer weiteren Verwaltungsreform wurde aus dem Cardiff City District Council eine Unitary Authority – der heutige Cardiff Council. Der South Glamorgan County Council hatte für die Schaffung eines 'greater Cardiff' plädiert, jedoch die damalige konservative Regierung entschloss sich, Cardiff und das Vale of Glamorgan voneinander getrennt zu halten.

## Die Bürgermeister
Der erste Bürgermeister von Cardiff, zu dem es Aufzeichnungen gibt, war laut den County Borough Records ein Ralph „Prepositus de Kardi“, er war im Amt ab 1126. 1835 wurde Thomas Revel Guest der erste gewählte Bürgermeister von Cardiff. Als Cardiff 1905 City wurde, konnte sich der Bürgermeister Lord Mayor (Oberbürgermeister) nennen. Robert Hughes, der Mayor von 1904 wurde 1905 erneut gewählt, nunmehr als Lord Mayor. Seither gebührt ihm bei offiziellen Anlässen die Anrede „The Right Honourable“, heute ist er mit „The Right Honourable the Lord Mayor of Cardiff“ anzureden.
Ab 1999 konnte der Stadtratsvorsitzende während der ganzen Sitzungsperiode des Stadtrats ohne zusätzliche Wahl zugleich Oberbürgermeister sein. Dementsprechend war Russell Goodway von 1999 bis 2003 sowohl Ratsvorsitzender als auch Bürgermeister. Seit 2004 kann der Oberbürgermeister nicht mehr zugleich Stadtratsvorsitzender sein und muss wieder gesondert gewählt werden.
Seit 1999 wurde der Posten des Bürgermeisters mit den folgenden Stadträten besetzt:
| Municipal Year      | Lord Mayor              | Deputy Lord Mayor      |
| ------------------- | ----------------------- | ---------------------- |
| 2019–2020           | Daniel De’Ath (Lab)     | Jacqueline Parry (Lab) |
| 2018–2019           | Bob Derbyshire (Lab)    | Daniel De’Ath (Lab)    |
| 2012(Sep)–2013      | Derrick Morgan (Lab)    | Keith Jones (Lab)      |
| 2012(Mai)–2012(Sep) | Cerys Furlong (Lab)**   |                        |
| 2011–2012           | Delme Bowen (Plaid)     | Jayne Cowan (Ind)      |
| 2010–2011           | Keith Hyde (Lib Dem)    | Dianne Rees (Con)      |
| 2009–2010           | Brian Griffiths (Con)   | Keith Hyde (Lib Dem)   |
| 2008–2009           | Kate Lloyd (Lib Dem)    | Jaswant Singh (Plaid)  |
| 2007–2008           | Gill Bird (Lab)         | Brian Griffiths (Con)  |
| 2006–2007           | Gareth Neale (Con)      | Kate Lloyd (Lib Dem)   |
| 2005–2006           | Freda Salway (Lib Dem)  | Monica Walsh (Lab)     |
| 2004–2005           | Jacqui Gasson (Lib Dem) | Delme Bowen (Plaid)    |
| 2003–2004           | Gordon Houlston (Lab)   |                        |
| 2002–2003           | Russell Goodway (Lab)   |                        |
| 2001–2002           | Russell Goodway (Lab)   |                        |
| 2000–2001           | Russell Goodway (Lab)   |                        |
| 1999–2000           | Russell Goodway (Lab)   |                        |

**Nach den Kommunalwahlen vom Mai 2012 blieb der Posten des Lord Mayor für einige Zeit unbesetzt: Der Hintergrund: Der Stadtrat mit seiner Labour-Mehrheit versuchte, ein Führungsduo zu installieren und die Kompetenzen auf die beiden Amtsinhaber aufzuteilen. Vom 17. Mai an übernahm Stadträtin Cerys Furlong, die die Stadtratsvorsitzende war, die Rolle des Bürgermeisters. Der neue Bürgermeister Derrick Morgan übernahm das Amt am 27. September, nachdem Furlong zurückgetreten war und klar wurde, dass die Idee der Rollenteilung immer weniger Zustimmung fand.

## Die Wahlbezirke
Es gibt in der Unitary Authority Cardiff 29 Wahlbezirke (Wards). Die meisten Wards tragen dieselben Namen wie die entsprechenden Communities. In der folgenden Tabelle sind die Council Wards, die Communities und die mit ihnen verbundenen geographischen Gebiete aufgelistet. Communities, die ein eigenes Community Council haben, werden durch das Zeichen „*“ gekennzeichnet.
| Stimmbezirk (Ward)              | Communities                                                                   | Geografische Bezeichnung                                                                 |
| 1 Adamsdown                     | Adamsdown                                                                     | Stadtzentrum von Cardiff, Roath                                                          |
| 2 Butetown                      | Butetown                                                                      | Atlantic Wharf, Cardiff Bay, Cardiff Zentrum, Tiger Bay                                  |
| 3 Caerau                        | Caerau                                                                        | Cyntwell, Culverhouse Cross                                                              |
| 4 Canton                        | Canton                                                                        | Cardiff Zentrum, Leckwith, Victoria Park                                                 |
| 5 Cathays                       | Cathays and Castle                                                            | Blackweir, Cardiff Zentrum, Cathays, Cathays Park, Maindy                                |
| 6 Creigiau &amp; St. Fagans     | Pentyrch* (ein Teil zu: Creigiau ward) und St Fagans*                         | Coedbychan, Capel Llanilltern, Rhydlafar                                                 |
| 7 Cyncoed                       | Cyncoed                                                                       | Roath Park, Lakeside                                                                     |
| 8 Ely                           | Ely                                                                           | Culverhouse Cross, Michaelston-super-Ely                                                 |
| 9 Fairwater                     | Fairwater                                                                     | Pentrebane                                                                               |
| 10 Gabalfa                      | Gabalfa                                                                       | Mynachdy, Maindy, Heath                                                                  |
| 11 Grangetown                   | Grangetown                                                                    | Cardiff Bay, Cardiff Zentrum, Saltmead, International Sports Village                     |
| 12 Heath                        | Heath                                                                         | Birchgrove                                                                               |
| 13 Lisvane                      | Lisvane*                                                                      |                                                                                          |
| 14 Llandaff                     | Llandaff                                                                      | Danescourt                                                                               |
| 15 Llandaff North               | Llandaff North                                                                | Hailey Park, Lydstep Park, Mynachdy, Gabalfa                                             |
| 16 Llanishen                    | Llanishen und Thornhill                                                       |                                                                                          |
| 17 Llanrumney                   | Llanrumney                                                                    |                                                                                          |
| 18 Pentwyn                      | Pentwyn und Llanedeyrn (seit 2016)                                            |                                                                                          |
| 19 Pentyrch                     | Pentyrch* (Ein Teil von Pentyrch gehört zu Gwaelod-y-Garth und Pentyrch Ward) | Gwaelod-y-Garth                                                                          |
| 20 Penylan                      | Penylan                                                                       |                                                                                          |
| 21 Plasnewydd                   | Roath                                                                         | ein Teil von Cardiff Zentrum                                                             |
| 22 Pontprennau; Old St. Mellons | Old St. Mellons* und Pontprennau                                              | Llanedeyrn Village                                                                       |
| 23 Radyr                        | Radyr; Morganstown*                                                           | Morganstown, Radyr                                                                       |
| 24 Rhiwbina                     | Rhiwbina                                                                      | Pantmawr, Rhydwaedlyd, Wenallt                                                           |
| 25 Riverside                    | Riverside and Pontcanna                                                       | Teil von Cardiff Zentrum, Llandaff Fields, Sophia Gardens                                |
| 26 Rumney                       | Rumney                                                                        |                                                                                          |
| 27 Splott                       | Splott und Tremorfa                                                           | Pengam Green                                                                             |
| 28 Trowbridge                   | Trowbridge                                                                    | St Mellons Estate, Cefn Mably, Wentloog                                                  |
| 29 Whitchurch; Tongwynlais      | Tongwynlais* und Whitchurch                                                   | Blaengwynlais, Bwlch-y-cwm, Coedcefngarw, Coryton, Cwmnofydd, Graig-goch, Llandaff North |